# Домброва (Поддембицький повіт)
Домброва (пол. Dąbrowa) — село в Польщі, у гміні Унеюв Поддембицького повіту Лодзинського воєводства.
Населення — 38 осіб (2011).
У 1975-1998 роках село належало до Конінського воєводства.

## Демографія
Демографічна структура станом на 31 березня 2011 року:
|          | Загалом | Допрацездатний вік | Працездатний вік | Постпрацездатний вік |
| -------- | ------- | ------------------ | ---------------- | -------------------- |
| Чоловіки | 19      | 5                  | 14               | 0                    |
| Жінки    | 19      | 3                  | 12               | 4                    |
| Разом    | 38      | 8                  | 26               | 4                    |